# Coy (Arkansas)
Coy est un village situé dans l’État américain de l'Arkansas, dans le comté de Lonoke.